# Pałac w Rościsławicach
Pałac w Rościsławicach – wybudowany w XIX w. w Rościsławicach.

## Położenie
Pałac położony jest we wsi w Polsce, w województwie dolnośląskim, w powiecie trzebnickim, w gminie Oborniki Śląskie.

## Historia
Obiekt jest częścią zespołu pałacowego, w skład którego wchodzą jeszcze: park (promenada), oficyna. Obecnie Dom Pomocy Społecznej.

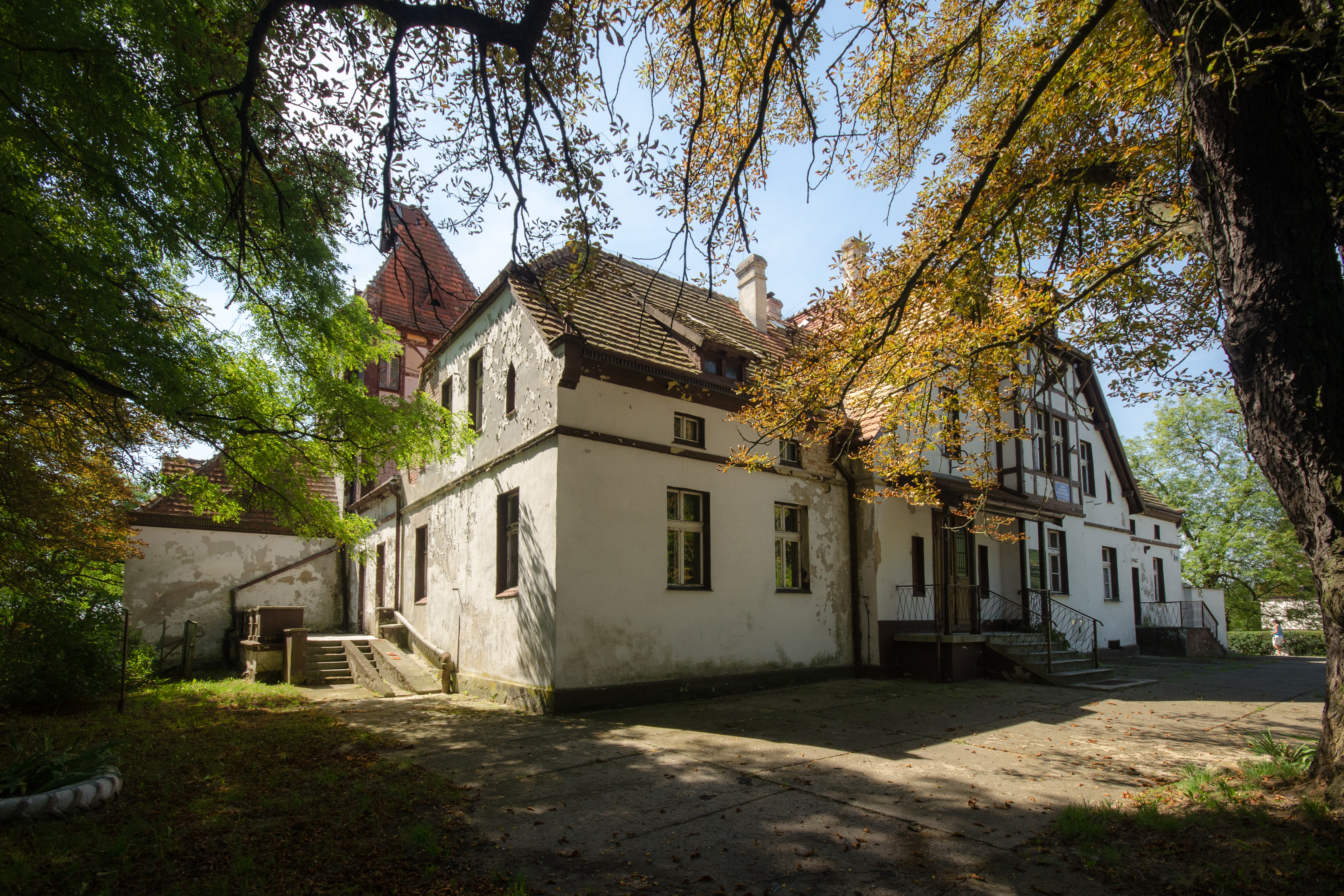
Pałac
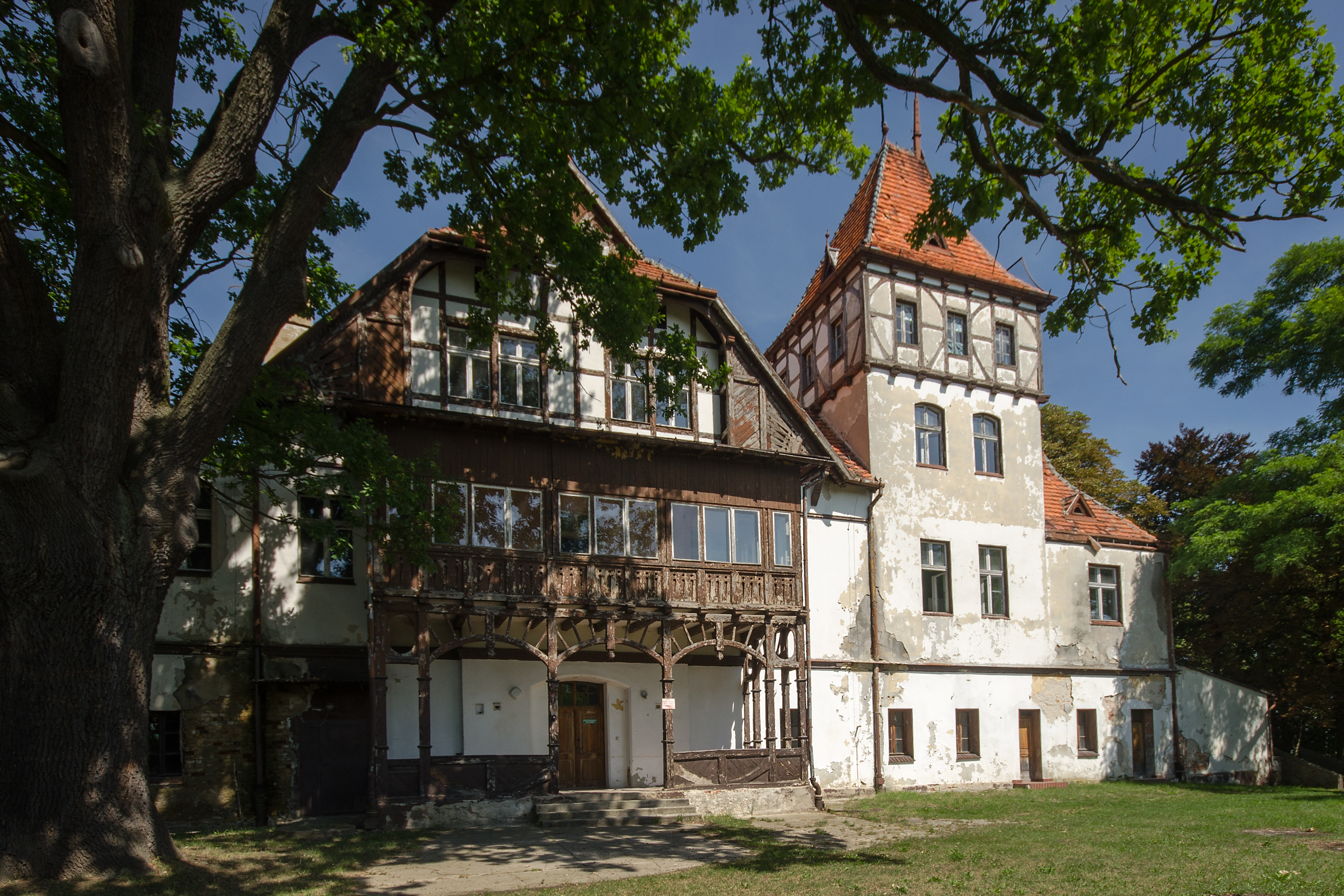
Pałac